# Clair Cooper
 (avril 2016).
Si vous disposez d'ouvrages ou d'articles de référence ou si vous connaissez des sites web de qualité traitant du thème abordé ici, merci de compléter l'article en donnant les références utiles à sa vérifiabilité et en les liant à la section « Notes et références ».
Clair Cooper, est une germano-britannique née en 1982 à Karlsruhe en Allemagne. Elle a représenté le Royaume-Uni concours de beauté Miss Terre 2007 et a été couronnée Miss Univers Grande-Bretagne 2009. Elle a aussi participé au concours Miss Univers 2009.